# RAMP Records
RAMP Records (Robin, Arthur, Marco en Pascal) was een muziekuitgeverij, opgericht in 1997 als het eigen label van de Osdorp Posse. 
Het label werd in de eerste plaats opgericht om eigen werk zelfstandig uit te geven. In de toekomst zou de maatschappij eventueel uit kunnen groeien tot een meer algemene platenmaatschappij. Ramp Records specialiseerde zich later voornamelijk in de Nederlandstalige hiphop, maar stond ook open voor andere genres, bijvoorbeeld underground-muziek.
Sinds 2008 is het label failliet. 
Ramp Records artiesten:
Onderhonden, 
Mach & Jesse, 
Uitverkorenen, 
Blind Justice, 
Pita, 
Casto, 
Zuid Laren Kartel, 
Haagse Mark en
Osdorp Posse.